# Attagenus diversepubescens
Attagenus diversepubescens es una especie de coleóptero de la familia Dermestidae.

## Distribución geográfica
Habita en Alemania.